# Parafia św. Onufrego i Niepokalanego Serca Najświętszej Maryi Panny w Dąbrówce
Parafia świętego Onufrego i Niepokalanego Serca Najświętszej Maryi Panny w Dąbrówce – parafia rzymskokatolicka znajdująca się w diecezji sandomierskiej, w dekanacie Ulanów. Erygowana w 1945 roku.

## Zasięg parafii
Do parafii należą wierni z miejscowości Borki i Dąbrówka.

## Proboszczowie
- ks. Łukasz Pyszka (2022– )[1]